# Kimi Ga Oikaketa Yume
 (novembre 2012).
Si vous disposez d'ouvrages ou d'articles de référence ou si vous connaissez des sites web de qualité traitant du thème abordé ici, merci de compléter l'article en donnant les références utiles à sa vérifiabilité et en les liant à la section « Notes et références ».
Kimi ga oikaketa yume est un single de Gackt, sorti le 3 mars 2003.

## Liste des chansons
1. "Kimi ga Oikaketa Yume" - 4:31
2. "birdcage" - 5:28
3. "Kimi ga Oikaketa Yume (Instrumental)" - 4:30
4. "birdcage (Instrumental)" - 5:17